# Chise Nakamura
Chise Nakamura (中村 知世, Nakamura Chise, 11 de setembro de 1986) é uma atriz japonesa natural de Fukuoka.

## Filmografia

### Filmes
| Ano  | Título original                                      | Título em português | Papel                          | Observações |
| 2004 | Swing Girls                                          |                     |                                |             |
| 2005 | Boku to Kanojo no XXX                                |                     |                                |             |
| 2005 | Green Days                                           |                     | Mika                           |             |
| 2006 | GoGo Sentai Boukenger The Movie: Saikyou no Precious |                     | Natsuki Mamiya / Bouken Yellow |             |
| 2007 | GoGo Sentai Boukenger vs. Super Sentai               |                     | Natsuki Mamiya / Bouken Yellow |             |
| 2008 | Jyuken Sentai Gekiranger vs. Boukenger               |                     | Natsuki Mamiya / Bouken Yellow |             |
| 2008 | OneChanbara                                          |                     | Saki                           |             |

### Programas de TV
| Ano  | Título original      | Título em português | Papel             | Observações |
| 2009 | Mei-chan no Shitsuji |                     | Matsushiro Hikaru | Fuji TV     |

### Tokusatsu
| Ano  | Título original       | Título em português | Papel                          | Observações |
| 2006 | Gogo Sentai Boukenger |                     | Natsuki Mamiya / Bouken Yellow | TV Asahi    |

### Animes
| Ano  | Título original           | Título em português | Papel | Observações |
| 2007 | Dragonaut -The Resonance- |                     |       |             |
| 2008 | Penguin Musume Heart      |                     |       |             |
| 2008 | Shikabane Hime            |                     |       |             |